# خیابان لکسینگتون
خیابان لکسینگتون (انگلیسی: Lexington Avenue) یک خیابان در منطقه منهتن، نیویورک است.
این خیابان که در سال ۱۸۳۶ تکمیل شده‌است ۹٫۳ کیلومتر طول دارد و از شرق به موازات خیابان سوم و از غرب به موازات خیابان پارک قرار دارد. ۱۰ ایستگاه خط آی‌آرتی خیابان لکسینگتون در این خیابان قرار دارد.

## نگارخانه

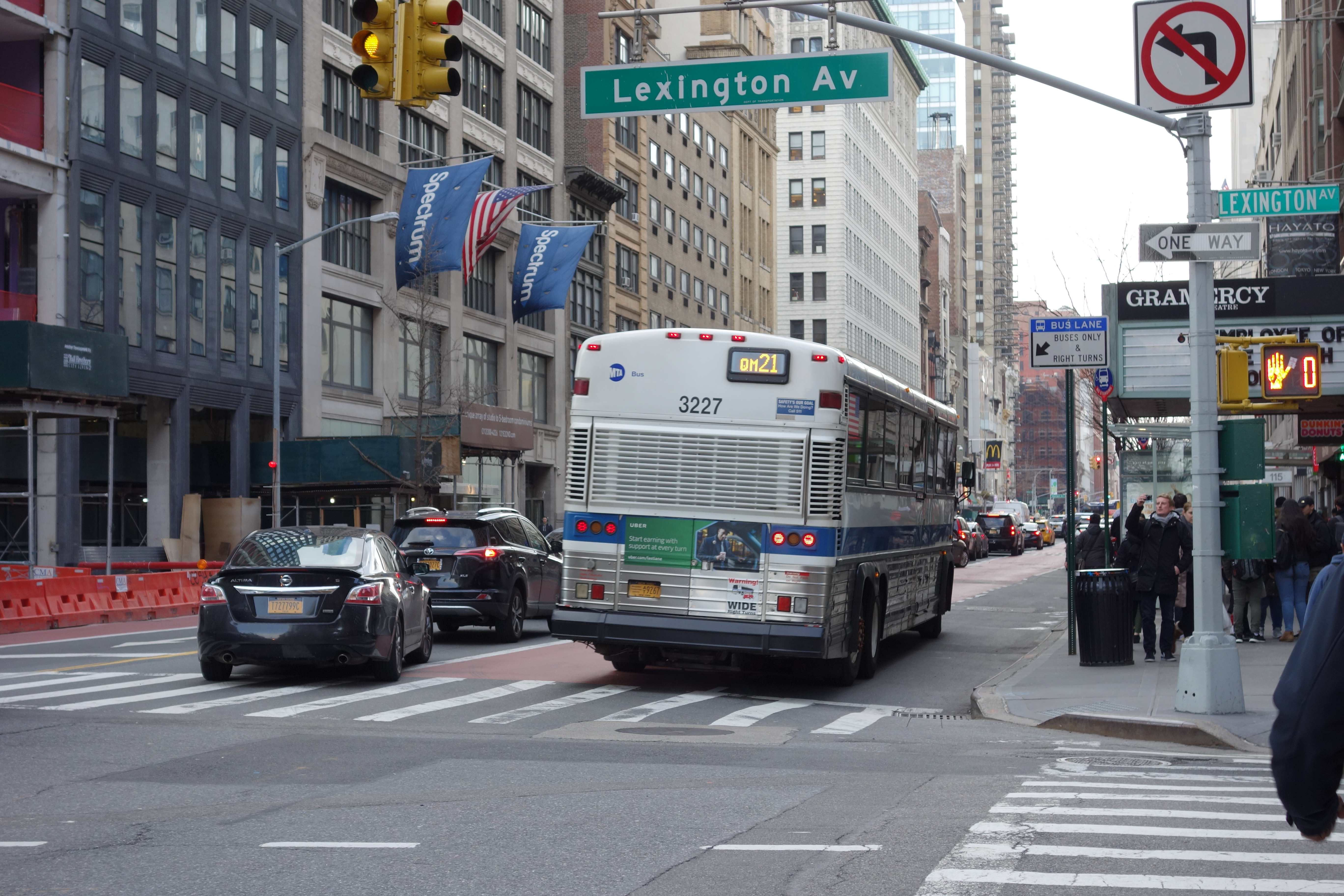
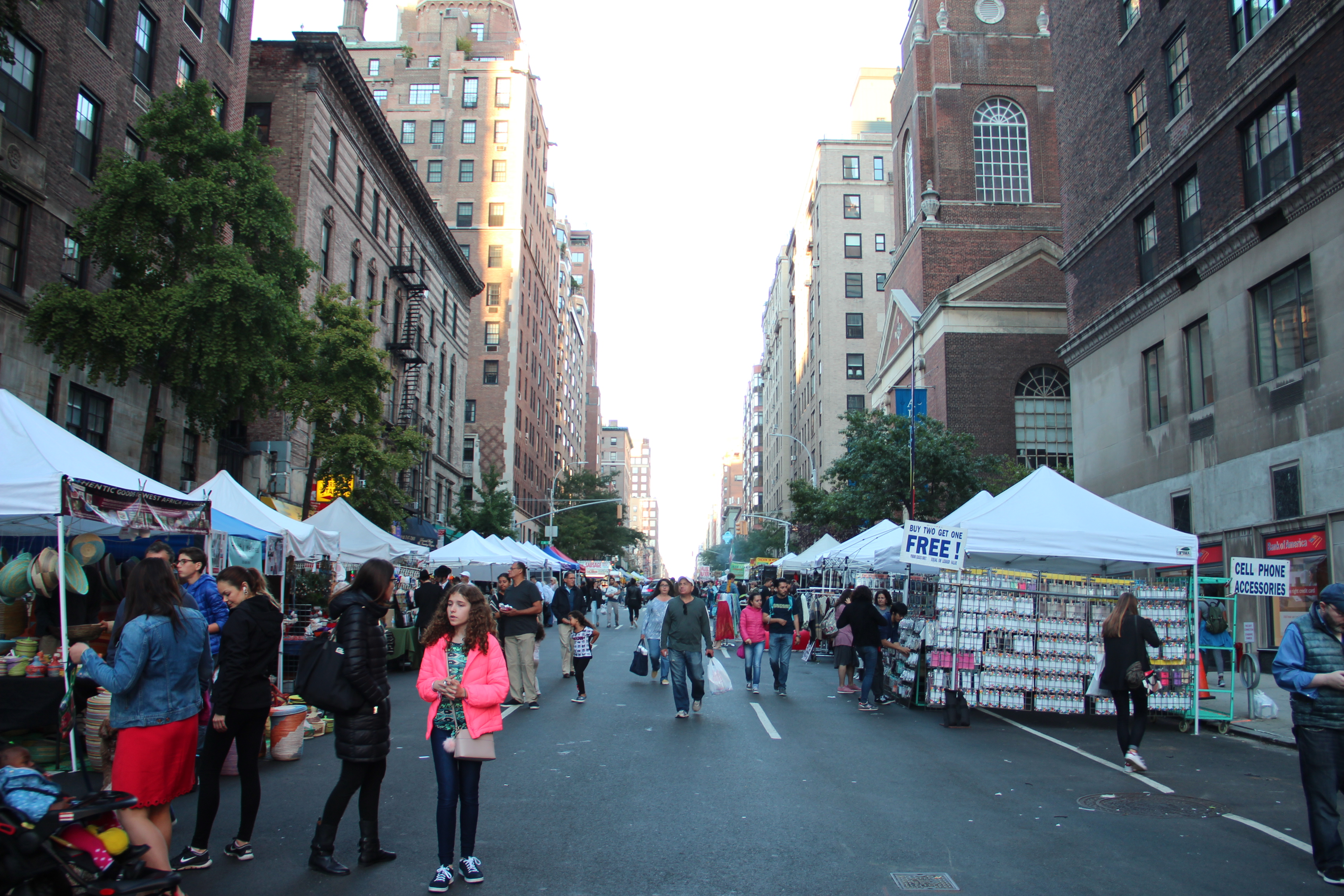
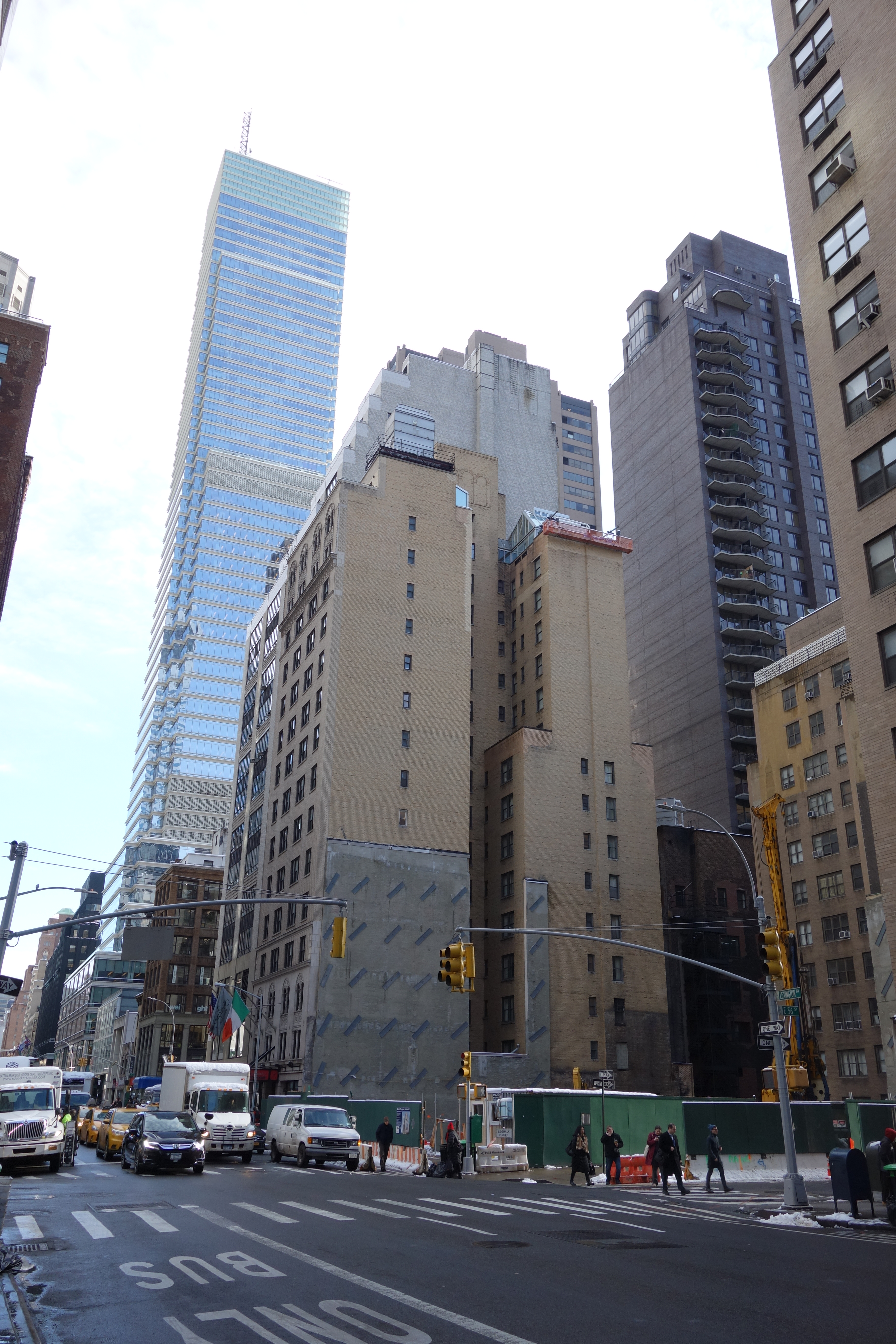
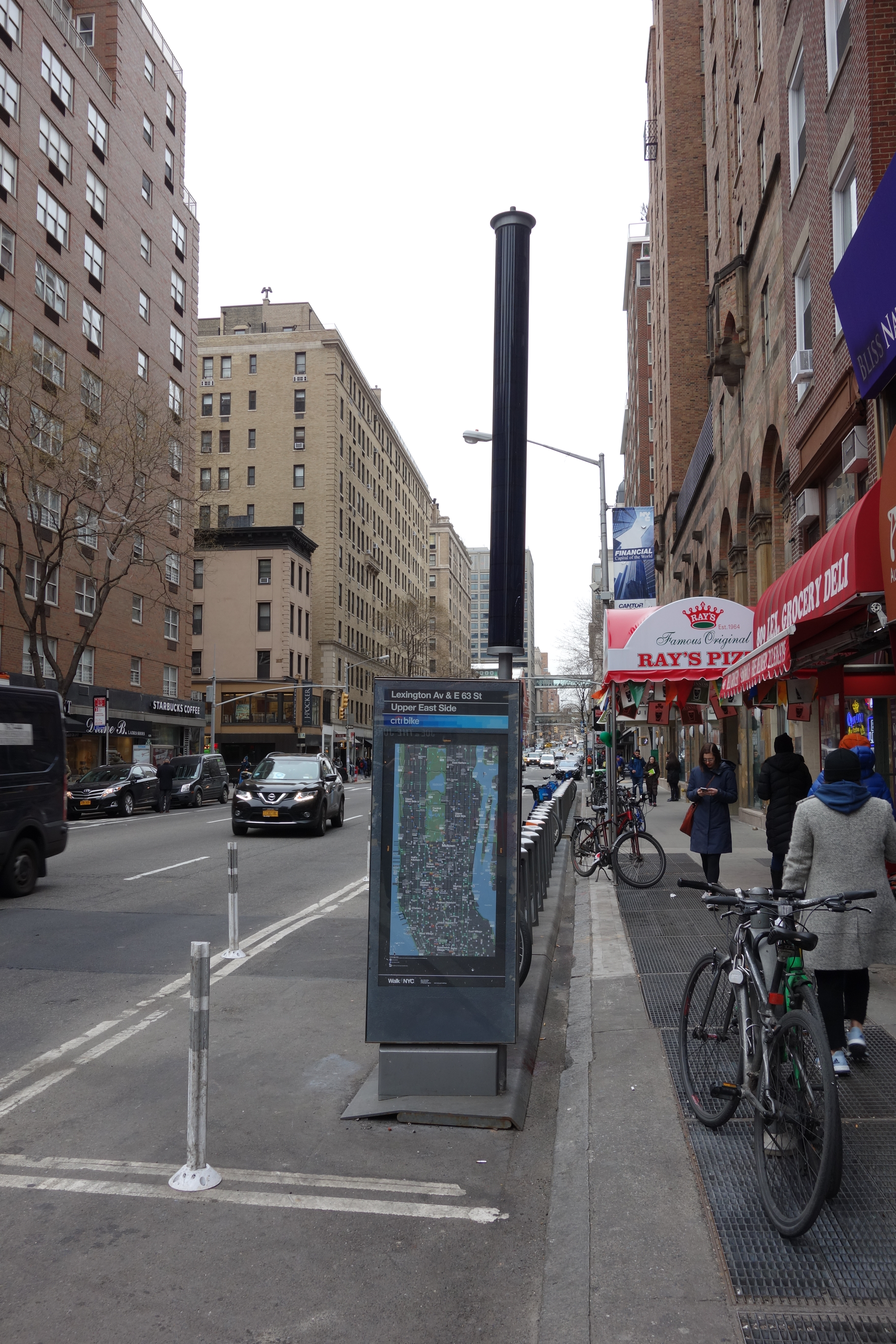